# Nothoscordum saltense
Nothoscordum saltense är en amaryllisväxtart som beskrevs av Pierfelice Ravenna. Nothoscordum saltense ingår i släktet vaniljlökar, och familjen amaryllisväxter. Inga underarter finns listade i Catalogue of Life.